# Huta Toruan VII
Huta Toruan VII is een bestuurslaag in het regentschap Tapanuli Utara van de provincie Noord-Sumatra, Indonesië. Huta Toruan VII telt 5311 inwoners (volkstelling 2010).